# خزفية (عفرين)
خزفية أو قرة متلق قرية سوريّة تتبع إداريّاً لمحافظة حلب منطقة عفرين ناحية شيخ الحديد، بلغ تعداد سكانها 1,502 نسمة حسب التعداد السكاني لعام 2004.